# Ratio financiero
Las ratios financieras (también llamadas razones financieras o indicadores financieros) son cocientes o razones que proporcionan unidades contables y financieras de medida y comparación, las cuales —la relación por división entre sí de dos datos financieros directos— permiten analizar el estado actual o pasado de una organización, en función de niveles óptimos definidos para ella.
A menudo utilizadas en contabilidad, existen numerosas ratios financieras que se utilizan para evaluar el estado financiero global de empresas, compañías y corporaciones. Las ratios financieras pueden ser utilizadas por los gerentes pertenecientes a la empresa, por los inversionistas que poseen acciones de la empresa, y por los acreedores de la empresa. Los analistas financieros utilizan ratios financieras para comparar las fortalezas y debilidades de distintas empresas, y la evolución en el tiempo de las empresas. Si una empresa es cotizada, el precio del mercado de las acciones es utilizado para calcular determinadas ratios financieras.
Las ratios se pueden expresar como un valor decimal, tal como 0,10, o ser indicados como un valor porcentual equivalente, tal como el 10%. Algunas ratios por lo general son citadas como porcentajes, especialmente aquellas ratios que por lo general poseen valores inferiores a 1, tal como el rendimiento de beneficios, mientras que otras por lo general son citadas como números decimales, especialmente aquellas ratios que poseen valores mayores que 1, tal como el ratio precio-beneficio; estas últimas son denominadas múltiplos. Dada una ratio, se puede calcular su recíproca; si la ratio era superior a 1 la recíproca tendrá un valor inferior a 1 y viceversa. El valor recíproco expresa la misma información, pero puede ser más fácil de interpretar: por ejemplo, el rendimiento de beneficios puede compararse con el rendimiento de los bonos, mientras que con la ratio precio-beneficio no se puede (v. g. una ratio P/E de 20 corresponde a un rendimiento de beneficios).